# Michielina della Pietà
Michielina della Pietà, nota anche come Michaelis o Michieletta (fl. circa 1700-1744), è stata una compositrice e musicista italiana.
Una trovatella ammessa sin dall'infanzia all'Ospedale della Pietà di Venezia, della Pietà ricevette un'accurata educazione musicale fin dalla prima infanzia nel coro del convento, ovvero la scuola di musica; divenne la sua principale organista ed era attiva come violinista nell'orchestra. Come compositrice è stata attiva durante gli anni in cui Francesco Gasparini, Giovanni Porta, Gennaro D'Alessandro, Nicola Porpora e Andrea Bernasconi sono stati capi di istituto; fu inoltre autorizzata ad insegnare nel 1726. È nota per aver composto una litania per la Festa della Natività nel 1740 e per aver scritto un'ambientazione dell'inno Pange lingua nel 1741. Non si sa più nulla delle sue attività o della sua vita. 
Insieme ad Agata e Santa della Pietà, della Pietà fu una delle tre orfane dell'Ospedale a diventare una compositrice più in là negli anni.